# Codonellina lacunata
Codonellina lacunata är en mossdjursart som beskrevs av Hayward och Hansen 1999. Codonellina lacunata ingår i släktet Codonellina och familjen Bitectiporidae. Inga underarter finns listade i Catalogue of Life.